# Wenzel Worowka
Wenzel rytíř Worovka (19. května 1815 Praha – 30. listopadu 1902 Praha) byl vrchní ředitel České spořitelny (Böhmische Sparkasse), místostarosta Prahy a poslanec Českého zemského sněmu.

## Život

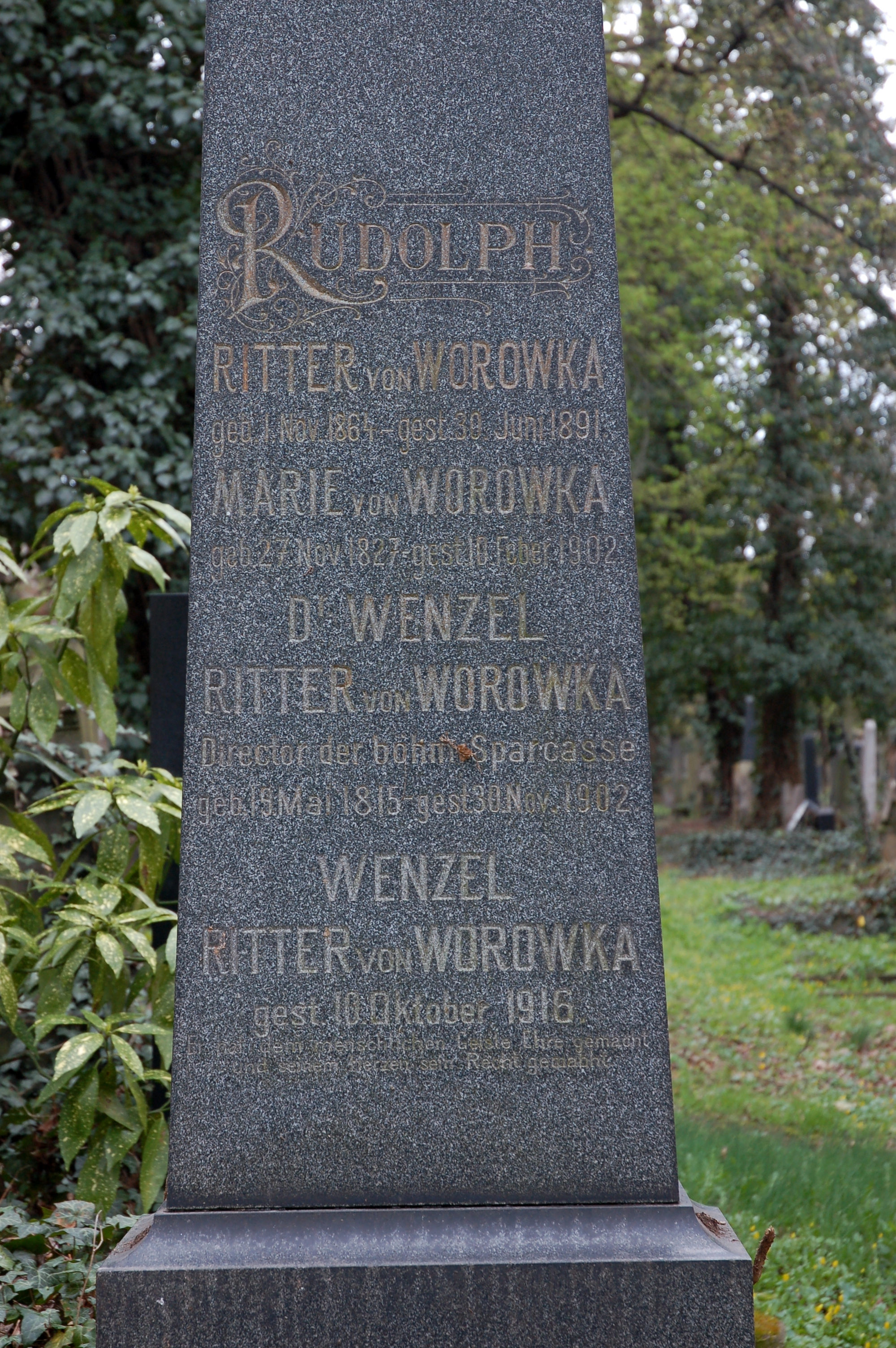
Hrob Wenzela Worowky a jeho rodiny na pražských Olšanských hřbitovech

Vystudoval pražskou právnickou fakultu (1832-1835), kde získal titul doktora práv (1837). V roce 1848 opustil státní službu a stal se ředitelem kanceláře České spořitelny. Byl iniciátorem myšlenky postavit v Praze k výročí založení spořitelny Dům umělců Rudolfinum a zároveň se zasadil o to, aby za architekty budovy byli vybráni Josef Zítek a Josef Schulz. Během svého života byl opakovaně vyznamenán císařem a povýšen do rytířského stavu (rytíř řádu železné koruny III. třídy, 1855), nositel řádu Františka Josefa, komandér papežského řádu sv. Silvestra, nositel pražské Občanské medaile z roku 1866, čestný náčelník c.k. Pražského občanského střeleckého spolku.
Zemřel v listopadu roku 1902 na sešlost věkem. Pohřben byl na Olšanských hřbitovech.